# 브루마지뉴 댐 붕괴 사고
브루마지뉴 댐 붕괴 사고는 브라질 남동부 미나스제라이스주 브루마지뉴에서 발리 (기업)이 소유한 테일링 댐이 붕괴된 사고이다. 1월 27일 기준으로 40명이 숨지고 300명 이상 실종자가 발생하였다.

## 대응
2019년 1월 26일 이후 사고 현장에는 소방대와 군, 경찰, 자원봉사자 등이 동원돼 실종자 수색과 복구 작업을 동시에 벌이고 있으며, 헬기 10여 대가 동원돼 실종자 수색작업에 박차를 가하고 있다.
2019년 1월 28일 당국은 추가로 다른 댐이 붕괴 사고가 우려가 된 가운데 생존자 수색을 중단하였다. B6 댐과 가까운 브루마디뉴시 인근 몇개 마을 주민들을 대피시켰다.

## 여파
한편 댐에 저장돼 있던 광산 폐기물들이 흘러내림으로써 2차 피해 또는 막대한 오염이 우려되고 있다.
식수가 오염되고 미나스제라이스 남부 500km에 달하는 강이 오염되면서 사고는 농작물 훼손, 어류·거북 등 각종 동물 참사 등 환경 재난으로 이어지게 되면서 비상사태가 선포되었다.
댐 주변 마을에는 1천여 명의 주민이 거주하는 것으로 알려졌다.
한편 자이르 보우소나루 브라질 대통령은 대변인을 통해 대규모 재해가 발생한 데 대해 유감을 표하고, 연방정부 안에 사고 대책반을 설치하라고 지시했다.
브라질 기업 발리에 대한 책임 추궁 목소리가 높아지면서 미나스 제라이스 주 법원은 발레의 자산 60억 레알(약 1조7700억원)을 압류한다고 발표했다.
댐 붕괴사고 이후 발리의 주가가 폭락하면서 시장 가치가 이날 하루에만 710억 헤알(약 21조1천200억 원) 줄었다.

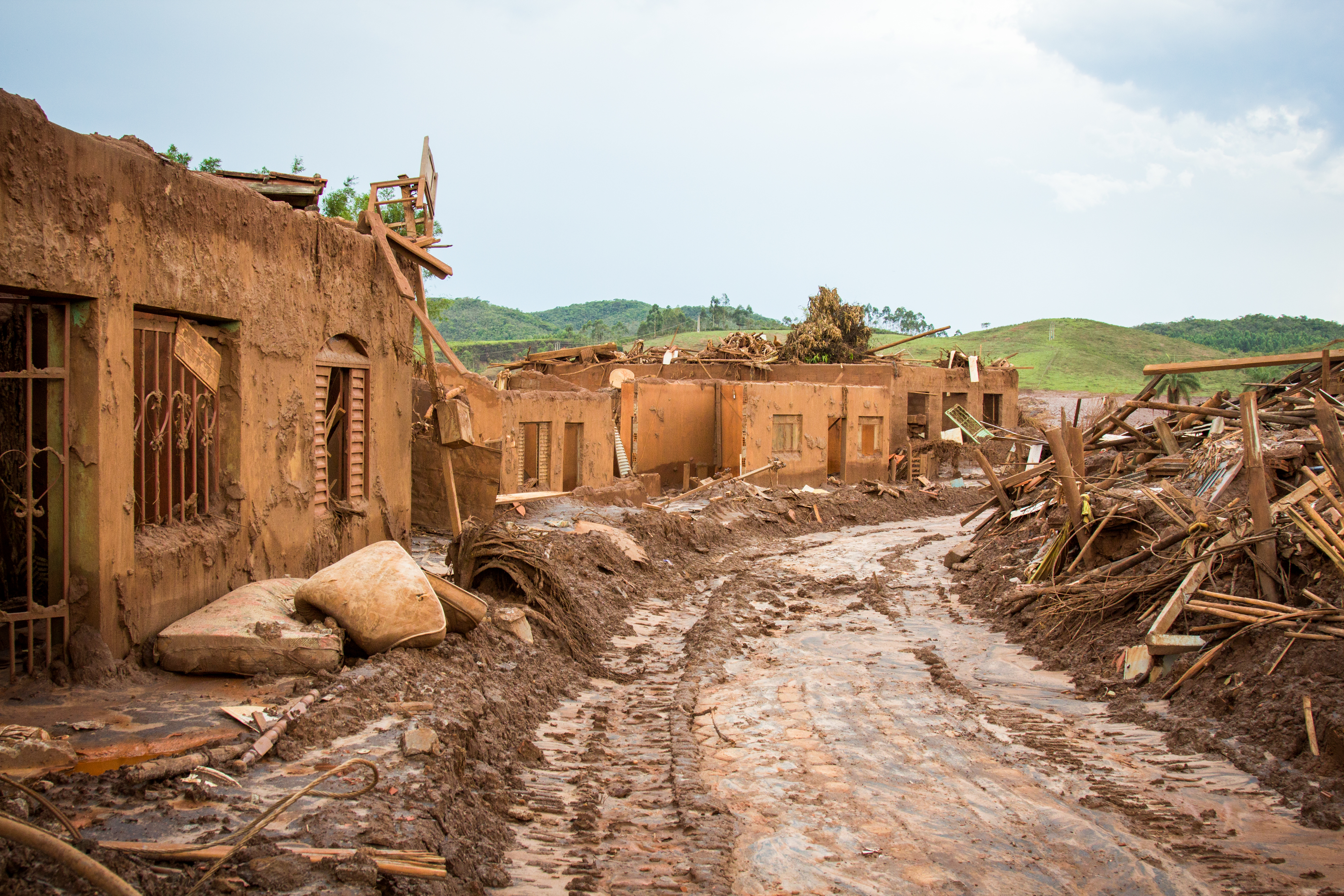
브루마지뉴 댐 붕괴 사고 직후 인근 마을의 모습

## 같이 보기
- 2018년 라오스 댐 붕괴 사고